# Odnos strukture i aktivnosti
Odnos strukture i aktivnosti (engl. Structure-activity relationship - SAR) je relacija između 2D ili 3D hemijske strukture molekula i njegove biološke aktivnosti. SAR analiza omogućava određivanje hemijskih grupa odgovornih za izazivanje ciljnih bioloških efekata u organizmu. Ona omogućava racionalne modifikacije efekta ili potentnosti bioaktivnih jedinjenja (tipično lekova) promenama hemijska strukture. Medicinski hemičari koriste tehnike hemijske sinteze za uvođenje novih hemijskih grupa u biomedicinska jedinjenja i za testiranje bioloških efekta tih modifikacija.
Ovaj metod se može formalizovati izvođenjem matematičkih relacija između hemijske strukture i biološke aktivnost. Ovaj pristup je poznat kao kvantitativni odnos strukture i aktivnosti (QSAR).

## iparadoks
Osnovna pretpostavka svih molekulskih hipoteza je da slični molekuli imaju slične aktivnosti. Taj princip je baza SAR analize. Problem se u znatnoj meri svodi na način na koji se definišu male razlike na molekulskom nivou, pošto svaka vrsta aktivnosti, npr. reakciona sposobnost, biotranformaciona sposobnost, rastvorljivost, aktivnost na biološkom cilju, itd, može da bude zavisna od drugačijih razlika.
SAR paradoks se odnosi na činjenicu slični molekuli nemaju uvek slične aktivnosti. Veliki broj primera veoma sličnih molekula sa znatno različitim farmakološkim osobinama je poznat.

## Literatura
- Mezey, Paul G.; Carbó, Ramón; Gironés, Xavier (2001). Fundamentals of molecular similarity. New York: Kluwer Academic/Plenum Publishers. ISBN 978-0-306-46425-6.
- Topliss, John G. (1983). Quantitative structure-activity relationships of drugs. Boston: Academic Press. ISBN 978-0-12-695150-9.

## Spoljašnje veze
- Istraživač molekulskih osobina
- svet